# Udruga za promicanje obrazovanja DELFIN
Udruga za promicanje obrazovanja DELFIN je udruga osnovana u Zagrebu i koja je počela s radom 2007. godine s glavnim ciljem promicanja znanja i unaprjeđivanja obrazovanja u Hrvatskoj. Udrugu je osnovao Hrvoje Belamarić.

## Principi i ciljevi
Temeljni principi Udruge su osnaživanje, aktivno prihvaćanje svih oblika različitosti, solidarnosti i suradnja svih grupa i pojedinaca/pojedinki posvećenih izgradnji kulture cjeloživotnog obrazovanja, mira i nenasilja. Ciljevi Udruge su:
- Pružanje pomoći mladim ljudima pri obrazovanju (ciljna skupina: osobe srednjoškolskog i visokog obrazovanja),
- Pomoć pri stjecanju stipendija i ulazaka u programe za izvaninstitucionalno obrazovanje,
- Zagovaranje unapređenja i zaštite ljudskih prava, te prava osoba s invaliditetom,
- Poticanje razvoja demokracije,
- Aktivno poticanje promjena u društvu u skladu s vrijednostima nenasilja,
- Osiguravanje uključivanja svih obespravljenih i marginaliziranih grupa u obrazovne programe i drušvo općenito,
- Promoviranje kulture filantropije i volonterstva,
- Potpora pri osiguravanju prijevoza za osobe s invaliditetom tijekom obrazovanja.

## Način pomoći
Udruga pomaže na različite načine osobama s i bez invaliditeta i različite starosne dobi:
- dodjela stipendija
- pomoć pri učenju
- internet kutak u prostorijama udruge (kompjuteri i za slijepe i slabovidne osobe)
- radionice, edukacija
- druženje i međusobna potpora
- prijevoz za osobe s invaliditetom

## Vanjske poveznice
- Web stranice udruge DELFIN  Arhivirana inačica izvorne stranice od 15. lipnja 2012. (Wayback Machine)
- Članak na portalu ZaMirZine[neaktivna poveznica]
- Članak na portalu odlikasi.hr  Arhivirana inačica izvorne stranice od 18. prosinca 2007. (Wayback Machine)